# Stella (film 1990)
Stella è un film drammatico del 1990 diretto da John Erman, remake del melò del 1937 Amore sublime (Stella Dallas). In questa versione, di ambientazione più moderna, Bette Midler interpreta il ruolo che era stato di Barbara Stanwyck.

## Trama
Stella, cameriera in un bar e donna dal carattere estroso, ha una figlia, Jenny, in seguito a una fugace relazione con l'affascinante e facoltoso chirurgo Stephen. Stella, tuttavia, rifiuta qualsiasi aiuto finanziario da parte del padre della bambina e decide di allevarla da sola, circondandola del suo festoso affetto e facendola crescere in compagnia dei suoi esuberanti amici del bar, tra cui Ed. Quando Jenny giunge all'adolescenza, la madre, diventata venditrice di cosmetici porta a porta, si rende conto che Stephen e la sua sofisticata compagna Janice possono dare alla ragazza i vantaggi sociali di cui ha bisogno.